# Rytigynia dasyothamnus
Rytigynia dasyothamnus är en måreväxtart som först beskrevs av Karl Moritz Schumann, och fick sitt nu gällande namn av Robyns. Rytigynia dasyothamnus ingår i släktet Rytigynia och familjen måreväxter. Inga underarter finns listade i Catalogue of Life.